# Энкур
Энкур (фр. Aincourt) — муниципалитет во Франции, в регионе Иль-де-Франс, департамент Валь-д'Уаз. Население — 657 человек (1999).
Муниципалитет расположен на расстоянии около 50 км северо-западнее Парижа, 21 км западнее Сержи.

## Демография
Динамика населения (Cassini и INSEE):